# Somotor
Somotor (em húngaro: Szomotor) é um município da Eslováquia, situado no distrito de Trebišov, na região de Košice. Tem 16,3 km² de área e sua população em 2018 foi estimada em 1.417 habitantes.

## Demografia
| Ano:        | 1994 | 2004   | 2014   | 2024   |
| ----------- | ---- | ------ | ------ | ------ |
| Broj ljudi: | 1645 | 1671   | 1507   | 1372   |
| Razlika:    |      | +1,58% | -9,81% | -8,95% |

| Ano:               | 2023 | 2024   |
| ------------------ | ---- | ------ |
| Número de pessoas: | 1370 | 1372   |
| Diferença:         |      | +0,14% |